# 1838
1838. је била проста година.

## Догађаји

### Април
- 22. април — Британски брод „Сиријус” први прешао Атлантски океан користећи искључиво парни погон.

### Август
- 1. август — Тринидад и Тобаго: Ропство званично укинуто.

### Новембар
- 5. новембар — Почео је распад Федералне Републике Центроамерике отцепљењем Никарагве из уније.

### Децембар
- 16. децембар — Бури су се током Велике сеобе сукобили с племеном Зулу и у бици на Крвавој Реци побили 3.000 припадника тог племена.

## Рођења

### Мај
- 10. мај — Џон Вилкс Бут, амерички глумац и атентатор

### Август
- 25. октобар — Жорж Бизе, француски композитор и пијаниста († 3. јуна 1875)

## Смрти

### Април
- 3. април — Франсоа Карло Антомарки, француски лекар
- 6. април — Димитрије Давидовић, српски политичар и дипломата

### Мај
- 17. мај — Шарл Морис де Талеран, француски дипломата.